# Suisheng Zhao
Suisheng Zhao (chinois : 赵穗生, né le 17 septembre 1954) est un professeur de politique chinoise et de politique étrangère à l'École des études internationales Josef Korbel de l'université de Denver.

## Biographie
Suisheng Zhao est directeur du Centre de l'école pour la coopération sino-américaine,, et est le rédacteur en chef fondateur et le rédacteur en chef du Journal multidisciplinaire de la Chine contemporaine,,.
Avant d'arriver à l'université de Denver, Suisheng Zhao était professeur agrégé de sciences politiques au Washington College et professeur agrégé de politique est-asiatique au Colby College. Il a obtenu un baccalauréat et une maîtrise en économie de l'université de Pékin, puis a obtenu une deuxième maîtrise en sociologie de l'université du Missouri à Columbia. Suisheng Zhao a obtenu son doctorat en sciences politiques à l'université de Californie à San Diego.

## Ouvrages

### Monographies
- Le dragon rugit: leaders transformationnels et dynamique de la politique étrangère chinoise (2023)[9]
- Un État-nation par construction: dynamique du nationalisme chinois moderne (2004)[10],[11]
- Concurrence énergétique en Asie de l'Est: de l'ancien ordre mondial chinois à la multipolarité régionale de l'après-guerre froide (1998, St.Martin's Press)[12]
- Power by Design: Constitution-Making in Nationalist China (1995)

### Volumes édités
- La Fabrication de la politique étrangère de la Chine au 21e siècle: sources historiques, institutions / acteurs et perceptions des relations de pouvoir (2018)[8]
- L'Ambition de grande puissance de la Chine sous Xi Jinping : récits et forces motrices (2021)[13],[14]
- Portée mondiale de la Chine: l'initiative Nouvelle route de la soie (BRI) et la Banque asiatique d'investissement pour les infrastructures (AIIB), volume II (2020)
- La Nouvelle stratégie mondiale de la Chine: l'initiative Nouvelle route de la soie et la Banque asiatique d'investissement pour les infrastructures (AIIB), volume I (2019)
- Autoritarisme chinois à l'ère de l'information: Internet, médias et opinion publique (2019)[15]
- Débattre de la légitimité du régime dans la Chine contemporaine: protestations populaires et performances du régime (2018)
- La Chine en Afrique : motifs stratégiques et intérêts économiques (2017)[16],[17]
- Construction du nationalisme chinois au début du XXIe siècle : sources nationales et implications internationales (2014)[18]
- La recherche de la sécurité énergétique par la Chine: sources nationales et implications internationales (2014)[19],[17]
- Régionalisme de la Chine et de l'Asie de l'Est: coopération économique et de sécurité et renforcement des institutions (2012)[12]
- La Chine et les États-Unis: coopération et concurrence en Asie du Nord-Est (2008)[12]
- Les relations sino-américaines transformées : perspectives et interactions stratégiques (2007)
- Débattre de la réforme politique en Chine : État de droit contre démocratisation (2006, MESharpe)[14]
- Politique étrangère chinoise: pragmatisme et comportement stratégique (2003, MESharpe)
- Chine et démocratie: reconsidérer les perspectives d'une Chine démocratique (2000)[14]
- À travers le détroit de Taiwan: Chine continentale, Taïwan et la crise de 1995-1996 (1999)[20]

### Volumes co-édités
- Prise de décision dans la Chine de Deng: perspectives d'initiés (Études sur la Chine contemporaine (ME Sharpe Broché)) (2019)[21]
- Élections populaires en Chine (2014)[14],[22]
- À la recherche du modèle de développement chinois: au-delà du consensus de Pékin (2011)

### Articles
- Des patriotes affirmatifs à des patriotes affirmés: le nationalisme dans la Chine de Xi Jinping. The Washington Quarterly 44.4 (2021): 141-161[14].
- Repenser l'ordre mondial chinois: le cycle impérial et la montée de la Chine. Journal de la Chine contemporaine 24.96 (2015) : 961-982.
- Implications de politique étrangère du nationalisme chinois revisitées: le tournant strident. Journal de la Chine contemporaine 22.82 (2013): 535-553.
- Le Modèle chinois: peut-il remplacer le modèle occidental de modernisation?. Journal de la Chine contemporaine 19.65 (2010): 419-436.
- La Recherche mondiale de la Chine pour la sécurité énergétique: coopération et concurrence en Asie-Pacifique. Journal de la Chine contemporaine 17.55 (2008): 207-227.
- Le Nationalisme pragmatique chinois: est-il gérable?. The Washington Quarterly 29.1 (2005): 131-144.
- Le Nationalisme chinois et ses orientations internationales. Science politique trimestrielle 115.1 (2000): 1-33.
- Un nationalisme dirigé par l'État: la campagne d'éducation patriotique dans la Chine post-Tian'anmen. Études communistes et post-communistes 31.3 (1998): 287-302.
- Quête des intellectuels chinois pour la grandeur nationale et l'écriture nationaliste dans les années 1990. The China Quarterly 152 (1997): 725-745.
- La Tournée sud de Deng Xiaoping : la politique d'élite dans la Chine post-Tian'anmen. Enquête asiatique 33.8 (1993): 739-756[7].